# Theology and Philosophy of Education
Theology and Philosophy of Education (TAPE) ist eine internationale wissenschaftliche elektronische Zeitschrift für Bildungstheologie und Bildungsphilosophie. Die Zeitschrift wird von der Tschechischen Christlichen Akademie, Pädagogische Abteilung, herausgegeben und erscheint zweimal im Jahr. Das Magazin wurde am 20. Januar 2022 gegründet, die erste Ausgabe erschien am 25. Mai 2022. Die Gründung des TAPE-Magazins wurde auf der Winter School of Philosophy of Education im Jahr 2022 offiziell bekannt gegeben, das wie das Magazin aus dem Erbe des Nestors der Tschechischen Schule für Bildungsphilosophie hervorgegangen ist, Radim Palouš und die First Lady der tschechischen Bildungsphilosophie, Jaroslava Pešková. TAPE beansprucht auch ausdrücklich das Erbe des tschechischen Theologen Josef Zvěřina und seiner Teologie Agapé.
TAPE ist eine Open-Access-Zeitschrift (OA, Diamant-/Platin-Pfad), deren Hauptzweck darin besteht, durch die Veröffentlichung von peer-reviewten Fachtexten zur Diskussion über verschiedene Aspekte der Bildungstheologie und Bildungsphilosophie beizutragen. TAPE schafft einen Raum für Diskussionen über philosophische, theologische und pädagogische Fragen, für gegenseitige Beziehungen und mögliche Kooperationen.

## Aufnahme in Datenbanken
Die Zeitschrift TAPE verfügt über eine eigene ISSN und ist in der internationalen Datenbank theologischer Zeitschriften, in der Datenbank mittel- und osteuropäischer Online-Zeitschriften CEEOL, in der OpenArchives-Datenbank, in der BASE-Datenbank, in enthalten die WorldCat-Datenbank, DOAJ, Zenodo, PhilPapers, Internet Archive, Sherpa Services, EuroPub, Sudoc, in der Datenbank von kostenlos veröffentlichenden Zeitschriften im Bereich Bildung und Ausbildung.